# Laciniodes plurilinearia
Laciniodes plurilinearia är en fjärilsart som beskrevs av Moore 1867. Laciniodes plurilinearia ingår i släktet Laciniodes och familjen mätare. Inga underarter finns listade i Catalogue of Life.